# Тилфуса
Тилфуса (грч. Τιλφοῦσα) је у грчкој митологији била нимфа. 

## Митологија
Била је Најада са истоименог извора у Беотији у централној Грчкој, посвећен богу Аполону. Са њеног извора је Тиресија пио воду и умро. Према неким изворима, ово је иста нимфа као и Телфуса.

## Друге личности
Друго име ериније са којом је Ареј изродио змаја кога је убио Кадмо.